# Pulo Gedang
Pulo Gedang is een bestuurslaag in het regentschap Jombang van de provincie Oost-Java, Indonesië. Pulo Gedang telt 3047 inwoners (volkstelling 2010).